# 202
|  | Aquest article tracta sobre l'any. Si cerqueu l nombre, vegeu «Nombre 202». |

El 202 és un any comú començat en divendres segons el calendari gregorià, malgrat que en l'època encara no estava implantat sinó que s'usava el calendari julià

## Esdeveniments
- Es prohibeix el combat de gladiadors amb dones
- Prohibida la propaganda cristiana a l'Imperi Romà[1]
- Septimi Sever amplia els territoris romans a l'Àfrica després d'una reeixida campanya militar[2]
- Fi del govern de Viri Llop sobre terres britàniques
- Batalla de Bowang a la Xina, amb victòria de Lui Bei

## Naixements
- Jiang Wei, militar xinès
- Yuan Shao, militar i polític xinès[3]

## Necrològiques
- Ireneu de Lió, sant cristià
- Charalampus bisbe grec